# Woodface
Woodface è il terzo album in studio del gruppo musicale rock australiano Crowded House, pubblicato nel 1991.

## Tracce
1. Chocolate Cake – 4:02
2. It's Only Natural – 3:32
3. Fall at Your Feet – 3:18
4. Tall Trees – 2:19
5. Weather with You – 3:44
6. Whispers and Moans – 3:39
7. Four Seasons in One Day – 2:50
8. There Goes God – 3:50
9. Fame Is – 2:23
10. All I Ask – 3:55
11. As Sure as I Am – 2:53
12. Italian Plastic – 3:39
13. She Goes On – 3:15
14. How Will You Go/I'm Still Here – 4:07

## Formazione
- Neil Finn - voce, chitarra, tastiere
- Tim Finn - piano, chitarra, voce
- Paul Hester - batteria, voce, tastiere, percussioni
- Nick Seymour - basso, voce

## Classifiche
| Classifica    | Posizione raggiunta |
| ------------- | ------------------- |
| Australia     | 2                   |
| Canada        | 20                  |
| Nuova Zelanda | 1                   |
| Regno Unito   | 6                   |
| Stati Uniti   | 83                  |